# Acer Nethercott
Acer Gary Nethercott (* 28. November 1977 in Newmarket; † 26. Januar 2013) war ein britischer Steuermann im Rudersport. Er gewann mit dem britischen Männer-Achter eine olympische Silbermedaille in Peking 2008 und eine Bronzemedaille bei den Ruder-Weltmeisterschaften 2007 sowie zweimal das Boat Race mit dem Team des Oxford University Boat Club.

## Leben
Acer Nethercott wurde in Newmarket in England geboren und wuchs in Hertfordshire auf. Ab 1996 studierte er am University College der University of Oxford Physik und Philosophie. Dort erwarb er auch die akademischen Grade BPhil und  DPhil im Forschungsgebiet der Sprachphilosophie. Später arbeitete er für die Boston Consulting Group.
Im Jahr 2010 wurde bei ihm in einer Pause seiner Ruderkarriere ein bösartiger Hirntumor (Glioblastom) diagnostiziert, der mit Operation und Chemotherapie behandelt wurde. Nethercott starb am 26. Januar 2013 im Alter von 35 Jahren.

## Karriere als Steuermann

### Boat Race
Acer Nethercott begann mit dem Rudersport beim Studienbeginn in Oxford. Bald war allerdings klar, dass er mit seiner Körperhöhe als Steuermann erfolgreicher sein würde als Ruderer. Im Jahr 2000 steuerte er beim Women’s Boat Race die Mannschaft des Oxford University Women’s Boat Club zum Sieg über den Achter aus Cambridge. Bei den Männern konnte er im Jahr 2002 die zweite Oxford-Mannschaft („Isis“) im Rennen der Ersatzleute zum Sieg über die zweite Crew aus Cambridge („Goldie“) steuern.
Beim Boat Race 2003 kam er erstmals im ersten Team aus Oxford („Dark Blues“) zum Einsatz. Oxford mit Nethercott gewann damals mit dem knappsten Abstand in der Geschichte des Rennens von nur 30 Zentimetern bei einer Renndistanz von 6,8 Kilometern. Im Folgejahr konnte Nethercott sich erneut für das Dark-Blues-Team qualifizieren. Während des Boat Race 2004 kam es zu zwei Unfällen, bei denen seine Mannschaft stark behindert wurde. Cambridge gewann mit sechs Bootslängen Vorsprung, ein Einspruch Nethercotts nach dem Rennen beim Wettkampfrichter blieb folgenlos. 2005 konnte Nethercott in einem mit vielen internationalen Spitzenruderern besetzten Boat Race erneut gewinnen.
Beim Boat Race 2013 etwa zwei Monate nach Nethercotts Tod trug das Ruderboot der Mannschaft aus Oxford seinen Namen.

### Britische Nationalmannschaft
Durch seine Erfolge beim renommierten Boat Race wurde die britische Ruder-Nationalmannschaft auf Nethercott aufmerksam. Ab 2005 bis 2008 steuerte er ohne Unterbrechung den britischen Männer-Achter bei internationalen Ruderregatten. Er konnte die olympische Silbermedaille in Peking 2008 gewinnen sowie eine Bronzemedaille bei den Ruder-Weltmeisterschaften 2007. Nach den Spielen von Peking unterbrach er seine Karriere zunächst für ein Jahr. Während dieser Zeit wurde seine Krebserkrankung diagnostiziert und behandelt. Im Jahr 2012 wollte er sich als Steuermann des Männer-Achters für die Olympischen Sommerspiele in London qualifizieren. Er konnte aber aufgrund einer Sehbehinderung durch die Krebsbehandlung nicht mehr hinreichend präzise steuern und wurde deshalb nicht nominiert.

## Erfolge
- Olympische Ruderregatta 2008 in Peking, Silbermedaille im Männer-Achter als Steuermann
- Ruder-Weltmeisterschaften 2007 in München, Bronzemedaille im Männer-Achter als Steuermann
- Ruder-Weltmeisterschaften 2006 in Eton, 5. Platz im Männer-Achter als Steuermann
- Ruder-Weltmeisterschaften 2005 in Gifu, 4. Platz im Männer-Achter als Steuermann
- Ruder-Weltcup, fünf Podestplatzierungen bei Wertungsregatten zwischen 2005 und 2008 mit dem britischen Männer-Achter als Steuermann
- Siege beim Boat Race mit dem Achter des Oxford University Boat Club in den Jahren 2003 und 2005